# Saori Oshima
Saori Oshima (Hamada, Prefectura de Shimane; 14 de noviembre de 1994) es una artista marcial mixta japonesa.

## Carrera de artes marciales mixtas
Oshima hizo su debut profesional en MMA contra Yuki Ono en Shooto 2020 1/26 el 26 de enero de 2020, a los 25 años. Ella estaba originalmente programada para luchar contra Zephania Ngaya, antes de que Ngaya se retirara de la pelea por razones no reveladas. Oshima ganó la pelea por nocaut técnico en el segundo asalto, deteniendo a Ono con golpes desde el crucifijo a mitad de la ronda.
En su segunda aparición con Shooto, Oshima se enfrentó a la mucho más experimentada Mina Kurobe en Shooto 2020 vol.3 el 31 de mayo de 2020. Kurobe ganó la pelea por nocaut técnico en el tercer asalto.
Oshima estaba programada para enfrentarse a Sakura Mori en Deep Jewels 29 el 23 de julio de 2020, en su debut promocional con Jewels. Oshima ganó la pelea por una sumisión de doble muñeca en el segundo asalto.
Oshima estaba programada para luchar contra Mizuki Oshiro por el título vacante DEEP Microweight en DEEP 97 Impact el 20 de septiembre de 2020. Oshima ganó la pelea por una sumisión scrafhold-armlock en la primera ronda.
Volviendo a Jewels, Oshima estaba programado para enfrentarse a Si Woo Park en Deep Jewels 31 el 19 de diciembre de 2020. Park ganó el combate muy disputado por decisión unánime.
Oshima participó en el Jewels Atomweight Grand Prix, organizado para coronar al nuevo campeón, ya que el título quedó vacante tras la retirada de Tomo Maesawa. Estaba previsto que luchara contra Emi Tomimatsu en el Deep Jewels 32 el 7 de marzo de 2021. Ganó el combate de cuartos de final por sumisión en el primer asalto, con un candado de brazo a los 45 segundos.
Oshima se enfrentó a Si Woo Park en Deep Jewels 33 el 19 de junio de 2021, en las semifinales del gran premio. Tanto las semifinales como las finales estaban programadas para la misma noche, y ganó el combate contra Park por sumisión en el primer asalto, con una llave de brazo desde el fondo tras ser derribada. Oshima se enfrentó a Hikaru Aono en la final, y ganó por decisión unánime, con puntuaciones de 20-18, 20-18 y 20-17.
Oshima se enfrentó a la dos veces aspirante al título de peso átomo de Rizin FF Kanna Asakura en Rizin 31 - Yokohama el 24 de octubre de 2021. Ganó el combate por decisión dividida. Tras esta victoria, Oshima fue clasificada como la tercera mejor peso átomo del mundo por Fight Matrix, y la segunda mejor por Sherdog.
Oshima se enfrentó a Namiko Kawabata en un combate de peso superatómico en Deep Jewels 36 el 12 de marzo de 2022. Perdió el combate por decisión unánime.
Oshima hizo su primera defensa del título de las Joyas de peso atómico contra Moeri Suda en Deep Jewels 37 el 8 de mayo de 2022. Ganó la pelea por una sumisión técnica en la primera ronda, forzando una parada del árbitro con un bloqueo de kimura.
Tras defender con éxito por primera vez su título de peso atómico en Jewels, Oshima fue contratada para enfrentarse a Miyuu Yamamoto, una vez aspirante al título de peso superatómico de Rizin, en Rizin 36 el 2 de julio de 2022. Ganó el combate por decisión dividida.
Oshima hizo su primera defensa del campeonato DEEP de micropeso (97 libras) ante Mizuki Furuse en DEEP 110 el 12 de noviembre de 2022. Ganó el combate por sumisión en el primer asalto, obligando a Furuse a claudicar a los 84 segundos del primer asalto.
Oshima se enfrentó a Yerin Hong en Black Combat 5: Song of the Sword el 4 de febrero de 2023. Ganó el combate por sumisión en el tercer asalto, ya que obligó a Hong a ceder a una armbar a los 59 segundos del último asalto.
El 24 de febrero de 2024, Oshima se enfrentó a la francesa Claire Lopez en Rizin Landmark 8. Ganó el combate por sumisión en el segundo asalto, ya que obligó a Lopez a ceder a una armbar.
Oshima se enfrentó a Aya Murakami en Deep Jewels 45 el 26 de mayo de 2024. Ganó la pelea por nocaut técnico en el primer asalto.
Oshima se enfrentó a Andressa Romero en Invicta FC 55 el 28 de junio de 2024. Perdió la pelea por decisión unánime.

## Récord en artes marciales mixtas
| Resultado | Récord | Oponente        | Método                        | Evento                                   | Fecha                    | Ronda | Tiempo | Localización |
| --------- | ------ | --------------- | ----------------------------- | ---------------------------------------- | ------------------------ | ----- | ------ | ------------ |
| Derrota   | 14–5   | Andressa Romero | Decisión (unánime)            | Invicta FC 55: Bernardo vs. Rubin        | 28 de junio de 2024      | 3     | 5:00   | Kansas City  |
| Victoria  | 14–4   | Aya Murakami    | TKO (puñetazos)               | Deep Jewels 45                           | 26 de mayo de 2024       | 1     | 3:05   | Tokio        |
| Victoria  | 13–4   | Claire Lopez    | Sumisión (armbar)             | Rizin Landmark 8                         | 24 de febrero de 2024    | 2     | 3:18   | Saga         |
| Derrota   | 12–4   | Si Yoon Park    | Decisión (unánime)            | Deep - 115 Impact: Deep vs. Black Combat | 18 de septiembre de 2023 | 3     | 5:00   | Tokio        |
| Victoria  | 12–3   | Haruka Hasegawa | Sumisión (Scarf Hold Armlock) | Hasegawa Rizin FF - Rizin 43             | 24 de junio de 2023      | 1     | 1:16   | Sapporo      |
| Victoria  | 11–3   | Ye Rin Hong     | Sumisión (armbar)             | Black Combat 5: Song of the Sword        | 4 de febrero de 2023     | 3     | 0:59   | Incheon      |
| Victoria  | 10–3   | Mizuki Furuse   | Sumisión (scarf hold armlock) | DEEP 110 Impact                          | 12 de noviembre de 2022  | 1     | 1:24   | Tokio        |
| Victoria  | 9–3    | Miyu Yamamoto   | Decisión (split)              | Rizin 36                                 | 2 de julio de 2022       | 3     | 5:00   | Okinawa      |
| Victoria  | 8–3    | Moeri Suda      | Sumisión técnica (kimura)     | Deep Jewels 37                           | 8 de mayo de 2022        | 1     | 2:58   | Tokio        |
| Derrota   | 7–3    | Namiko Kawabata | Decisión (unánime)            | Deep Jewels 36                           | 12 de marzo de 2022      | 2     | 5:00   | Tokio        |
| Victoria  | 7–2    | Kanna Asakura   | Decisión (split)              | Rizin 31                                 | 24 de octubre de 2021    | 3     | 5:00   | Yokohama     |
| Victoria  | 6–2    | Hikaru Aono     | Decisión (unánime)            | Deep Jewels 33                           | 20 de junio de 2021      | 2     | 5:00   | Minato       |
| Victoria  | 5–2    | Si Woo Park     | Sumisión técnica (armbar)     | Deep Jewels 33                           | 20 de junio de 2021      | 1     | 2:28   | Minato       |
| Victoria  | 4–2    | Emi Tomimatsu   | Sumisión (kimura)             | Deep Jewels 32                           | 7 de marzo de 2021       | 1     | 0:45   | Bunkyō       |
| Derrota   | 3–2    | Si Woo Park     | Sumisión (kimura)             | Deep Jewels 31                           | 19 de diciembre de 2020  | 3     | 5:00   | Shinjuku     |
| Victoria  | 3–1    | Mizuki Oshiro   | Decisión (unánime)            | Deep - 97 Impact                         | 20 de septiembre de 2020 | 1     | 2:09   | Tokio        |
| Victoria  | 2–1    | Sakura Mori     | Sumisión técnica (kimura)     | Deep Jewels 29                           | 23 de julio de 2020      | 2     | 2:10   | Tokio        |
| Derrota   | 1–1    | Mina Kurobe     | TKO (puñetazos)               | Shooto - Professional Shooto 2020 Vol. 3 | 31 de mayo de 2020       | 3     | 1:54   | Tokio        |
| Victoria  | 1–0    | Yuki Ono        | TKO (puñetazos)               | Shooto - Shooto 2020 in Korakuen Hall    | 20 de enero de 2020      | 2     | 3:15   | Tokio        |